# Szerelem-sztrájk
Szerelem-sztrájk (węg. Strajk miłosny) – drugi solowy album Kikiego, wydany w 1995 roku na CD i MC. Album odniósł sporą popularność na Węgrzech. W 2008 roku nastąpiło ponowne wznowienie albumu, z czterema nowymi utworami.

## Lista utworów
1. "Éretlenek"
2. "Hangokba zárva"
3. "Menekülés az éjszakába"
4. "Utolsó vérig"
5. "Mélyrepülés"
6. "Még tart a tél"
7. "Szerelem-sztrájk"
8. "Miénk a perc"
9. "Szombati lányok"
10. "Soha ne bánts"
11. "Pesti mesék"
12. "Szerelem-sztrájk (TBT Remix)"

## Wydanie z 2008
1. "Éretlenek"
2. "Hangokba zárva"
3. "Menekülés az éjszakába"
4. "Utolsó vérig"
5. "Mélyrepülés"
6. "Még tart a tél"
7. "Szerelem-sztrájk"
8. "Miénk a perc"
9. "Szombati lányok"
10. "Soha ne bánts"
11. "Pesti mesék"
12. "Szerelem-sztrájk (TBT Remix)"
13. "Indul a nyár"
14. "Ne haragudj rám"
15. "Ne játsz a szívemmel"
16. "Éretlenek (Remix)"